# Côtes-d'Armor
Côtes-d'Armor ( fransk udtale ?) er et fransk departement i regionen Bretagne. Hovedbyen er Saint-Brieuc, og departementet har 542.373 indbyggere (1999).
Der er 4 arrondissementer, 27 kantoner og 356 kommuner i Côtes-d'Armor.
- Wikimedia Commons har flere filer relateret til Côtes-d'Armor

48°20′N 2°50′V / 48.33°N 2.83°V